# Містечко Анара
«Містечко Анара» — радянський художній фільм 1976 року, режисера Іраклія Квірікадзе виробництва «Грузія-фільм», комедія.

## Сюжет
Невелике грузинське містечко Анара. Варлам, син старого Тадеоза, який вважається кращим тамадою міста, не пішов по стопах батька і працює простим метеорологом. Але коли Тадеоз вмирає, Варламу дістається в спадок найбільший в Грузії ріг. Проблема в тому, що в умовах володіння рогом він може перейти до будь-якого, хто зможе випити його вміст за один раз…

## У ролях
- Резо Есадзе — Варлам
- Сесілія Такайшвілі — Елене
- Рамаз Чхіквадзе — Антон
- Генрієтта Лежава — Дона
- Зураб Капіанідзе — Зура
- Давид Абашидзе — претендент на отримання рогу для вина
- Еросі Манджгаладзе — Перус Салікашвілі
- Кахі Кавсадзе — претендент на отримання рогу для вина
- Шалва Херхеулідзе —  Тартароз Торушелідзе, знаменитий тамада, батько Варлама
- Бухуті Закаріадзе — дядько Варлама

## Знімальна група
- Режисер-постановник та сценарист: Іраклій Квірікідзе
- Оператор: Юрій Кікабідзе
- Композитор: Теймураз Бакурадзе
- Художник: Джемал Мірзашвілі, Георгій Мікеладзе